# Copa Libertadores da América de 1995
A Copa Libertadores da América de 1995 foi a 36.ª edição da competição de futebol organizada pela Confederação Sul-Americana de Futebol (CONMEBOL). Equipes das dez associações sul-americanas participaram do torneio. A partir desta edição, as vitórias tiveram o valor de três ao invés de dois pontos, de acordo com as regras da FIFA.
O Grêmio conquistou o seu segundo título da competição ao superar o Atlético Nacional. O clube brasileiro derrotou o colombiano na partida de ida da final, realizada no Olímpico, em Porto Alegre por 3 a 1; depois empatou por 1 a 1 no Estádio Atanasio Girardot, em Medellín.
Com o título, o clube pôde disputar a Copa Intercontinental de 1995 contra o Ajax, dos Países Baixos, campeão da Liga dos Campeões da UEFA de 1994–95.

## Equipes classificadas
| País                                  | Equipe               | Classificação                                   |
| ------------------------------------- | -------------------- | ----------------------------------------------- |
| Argentina · (2 vagas + atual campeão) | Vélez Sarsfield      | Campeão da Libertadores 1994                    |
| Argentina · (2 vagas + atual campeão) | River Plate          | Campeão do Torneio Apertura 1993                |
| Argentina · (2 vagas + atual campeão) | Independiente        | Campeão do Torneio Clausura 1994                |
| Bolívia · (2 vagas)                   | Bolívar              | Campeão do Campeonato Boliviano 1994            |
| Bolívia · (2 vagas)                   | Jorge Wilstermann    | Vice-campeão do Campeonato Boliviano 1994       |
| Brasil · (2 vagas)                    | Palmeiras            | Campeão do Campeonato Brasileiro 1994           |
| Brasil · (2 vagas)                    | Grêmio               | Campeão da Copa do Brasil 1994                  |
| Chile · (2 vagas)                     | Universidad de Chile | Campeã do Campeonato Chileno 1994               |
| Chile · (2 vagas)                     | Universidad Católica | Vice-campeã do Campeonato Chileno 1994          |
| Colômbia · (2 vagas)                  | Atlético Nacional    | Campeão do Campeonato Colombiano 1994           |
| Colômbia · (2 vagas)                  | Millonarios          | Vice-campeão do Campeonato Colombiano 1994      |
| Equador · (2 vagas)                   | Emelec               | Campeão do Campeonato Equatoriano 1994          |
| Equador · (2 vagas)                   | El Nacional          | Vice-campeão do Campeonato Equatoriano 1994     |
| Paraguai · (2 vagas)                  | Cerro Porteño        | Campeão do Campeonato Paraguaio 1994            |
| Paraguai · (2 vagas)                  | Olimpia              | Vice-campeão do Campeonato Paraguaio 1994       |
| Peru · (2 vagas)                      | Sporting Cristal     | Campeão do Campeonato Descentralizado 1994      |
| Peru · (2 vagas)                      | Alianza Lima         | Campeão da Pré-Libertadores 1994                |
| Uruguai · (2 vagas)                   | Peñarol              | Campeão da Mini-Liga Pré-Libertadores 1994      |
| Uruguai · (2 vagas)                   | Cerro                | Vice-campeão da Mini-Liga Pré-Libertadores 1994 |
| Venezuela · (2 vagas)                 | Caracas              | Campeão do Campeonato Venezuelano 1994          |
| Venezuela · (2 vagas)                 | Trujillanos          | Vice-campeão do Campeonato Venezuelano 1994     |

## Fase de grupos
A fase de grupos foi disputada entre 8 de fevereiro e 11 de abril. As três melhores equipes de cada grupo se classificaram para a fase final. O Vélez Sarsfield, da Argentina, classificou-se diretamente às oitavas-de-final, por ter sido o campeão de 1994. Em caso de empate, uma partida de desempate seria realizada para determinar a classificação.

### Grupo 1
| Equipe        | Pts | J | V | E | D | GP | GC | SG |
| ------------- | --- | - | - | - | - | -- | -- | -- |
| River Plate   | 12  | 6 | 3 | 3 | 0 | 11 | 3  | +8 |
| Peñarol       | 9   | 6 | 2 | 3 | 1 | 9  | 7  | +2 |
| Independiente | 7   | 6 | 2 | 1 | 3 | 5  | 7  | -2 |
| Cerro         | 4   | 6 | 1 | 1 | 4 | 5  | 13 | -8 |

|               | RIV | PEN | IND | CER |
| ------------- | --- | --- | --- | --- |
| River Plate   | –   | 1–1 | 2–0 | 5–0 |
| Peñarol       | 1–1 | –   | 1–2 | 3–3 |
| Independiente | 1–1 | 0–1 | –   | 2–1 |
| Cerro         | 0–1 | 0–2 | 1–0 | –   |

### Grupo 2
| Equipe        | Pts | J | V | E | D | GP | GC | SG  |
| ------------- | --- | - | - | - | - | -- | -- | --- |
| Cerro Porteño | 14  | 6 | 4 | 2 | 0 | 16 | 6  | +10 |
| Olimpia       | 12  | 6 | 3 | 3 | 0 | 16 | 7  | +9  |
| Caracas       | 6   | 6 | 2 | 0 | 4 | 8  | 18 | -10 |
| Trujillanos   | 1   | 6 | 0 | 1 | 5 | 8  | 17 | -9  |

|               | CPO | OLI | CAR | TRU |
| ------------- | --- | --- | --- | --- |
| Cerro Porteño | –   | 2–2 | 2–1 | 3–1 |
| Olimpia       | 1–1 | –   | 5–0 | 4–1 |
| Caracas       | 0–6 | 1–2 | –   | 3–2 |
| Trujillanos   | 1–2 | 2–2 | 1–3 | –   |

### Grupo 3
| Equipe                | Pts | J | V | E | D | GP | GC | SG |
| --------------------- | --- | - | - | - | - | -- | -- | -- |
| Millonarios           | 10  | 6 | 3 | 1 | 2 | 11 | 8  | +3 |
| Atlético Nacional     | 9   | 6 | 2 | 3 | 1 | 5  | 4  | +1 |
| Universidad Católica¹ | 7   | 6 | 2 | 1 | 3 | 10 | 14 | -4 |
| Universidad de Chile¹ | 7   | 6 | 2 | 1 | 3 | 7  | 7  | 0  |

|                      | MIL | ATN | UCA | UCH |
| -------------------- | --- | --- | --- | --- |
| Millonarios          | –   | 2–0 | 5–1 | 1–0 |
| Atlético Nacional    | 0–0 | –   | 3–1 | 1–0 |
| Universidad Católica | 4–1 | 1–1 | –   | 2–0 |
| Universidad de Chile | 3–2 | 0–0 | 4–1 | –   |

| ¹ Desempate:         |     |                      |          |
| Universidad de Chile | 1–4 | Universidad Católica | Santiago |

### Grupo 4
| Equipe      | Pts | J | V | E | D | GP | GC | SG  |
| ----------- | --- | - | - | - | - | -- | -- | --- |
| Palmeiras   | 13  | 6 | 4 | 1 | 1 | 15 | 5  | +10 |
| Grêmio      | 11  | 6 | 3 | 2 | 1 | 12 | 7  | +5  |
| Emelec      | 5   | 6 | 1 | 2 | 3 | 8  | 12 | -4  |
| El Nacional | 4   | 6 | 1 | 1 | 4 | 3  | 14 | -11 |

|             | PAL | GRE | EME | ELN |
| ----------- | --- | --- | --- | --- |
| Palmeiras   | –   | 3–2 | 2–1 | 7–0 |
| Grêmio      | 0–0 | –   | 4–1 | 2–0 |
| Emelec      | 1–2 | 2–2 | –   | 1–1 |
| El Nacional | 1–0 | 1–2 | 0–2 | –   |

### Grupo 5
| Equipe            | Pts | J | V | E | D | GP | GC | SG  |
| ----------------- | --- | - | - | - | - | -- | -- | --- |
| Sporting Cristal  | 12  | 6 | 3 | 3 | 0 | 15 | 4  | +11 |
| Bolívar           | 9   | 6 | 2 | 3 | 1 | 8  | 5  | +3  |
| Alianza Lima      | 5   | 6 | 1 | 2 | 3 | 10 | 11 | -1  |
| Jorge Wilstermann | 5   | 6 | 1 | 2 | 3 | 6  | 19 | -13 |

|                   | SCR | BOL | ALI | JWI |
| ----------------- | --- | --- | --- | --- |
| Sporting Cristal  | –   | 1–0 | 3–0 | 7–0 |
| Bolívar           | 1–1 | –   | 3–1 | 2–0 |
| Alianza Lima      | 1–1 | 1–1 | –   | 6–1 |
| Jorge Wilstermann | 2–2 | 1–1 | 2–1 | –   |

## Fase final
|  | Oitavas de final        | Oitavas de final        | Oitavas de final        | Oitavas de final        |       |                   | Quartas de final          | Quartas de final          | Quartas de final          | Quartas de final          |  |                         | Semifinais       | Semifinais       | Semifinais       | Semifinais       |        |   | Final             | Final             | Final             | Final             |
|  | 25 de abril a 4 de maio | 25 de abril a 4 de maio | 25 de abril a 4 de maio | 25 de abril a 4 de maio |       |                   | 21 de julho a 2 de agosto | 21 de julho a 2 de agosto | 21 de julho a 2 de agosto | 21 de julho a 2 de agosto |  |                         | 9 e 16 de agosto | 9 e 16 de agosto | 9 e 16 de agosto | 9 e 16 de agosto |        |   | 23 e 30 de agosto | 23 e 30 de agosto | 23 e 30 de agosto | 23 e 30 de agosto |
|  |                         |                         |                         |                         |       |                   |                           |                           |                           |                           |  |                         |                  |                  |                  |                  |        |   |                   |                   |                   |                   |
|  | Emelec (pen)            | 2                       | 0                       | 2 (5)                   |       |                   |                           |                           |                           |                           |  |                         |                  |                  |                  |                  |        |   |                   |                   |                   |                   |
|  | Cerro Porteño           | 0                       | 2                       | 2 (4)                   |       |                   |                           |                           |                           |                           |  |                         |                  |                  |                  |                  |        |   |                   |                   |                   |                   |
|  | Cerro Porteño           | 0                       | 2                       | 2 (4)                   |       | Emelec            | 3                         | 1                         | 4                         |                           |  |                         |                  |                  |                  |                  |        |   |                   |                   |                   |                   |
|  |                         |                         |                         |                         |       | Emelec            | 3                         | 1                         | 4                         |                           |  |                         |                  |                  |                  |                  |        |   |                   |                   |                   |                   |
|  |                         | Sporting Cristal        | 1                       | 1                       | 2     |                   |                           |                           |                           |                           |  |                         |                  |                  |                  |                  |        |   |                   |                   |                   |                   |
|  | Caracas                 | Sporting Cristal        | 1                       | 1                       | 2     | 2                 | 3                         | 5                         |                           |                           |  |                         |                  |                  |                  |                  |        |   |                   |                   |                   |                   |
|  | Caracas                 |                         |                         |                         |       | 2                 | 3                         | 5                         |                           |                           |  |                         |                  |                  |                  |                  |        |   |                   |                   |                   |                   |
|  | Sporting Cristal        | 2                       | 6                       | 8                       |       |                   |                           |                           |                           |                           |  |                         |                  |                  |                  |                  |        |   |                   |                   |                   |                   |
|  | Sporting Cristal        | 2                       | 6                       | 8                       |       |                   |                           |                           |                           |                           |  | Emelec                  | 0                | 0                | 0                |                  |        |   |                   |                   |                   |                   |
|  |                         |                         |                         |                         |       |                   |                           |                           |                           |                           |  | Emelec                  | 0                | 0                | 0                |                  |        |   |                   |                   |                   |                   |
|  |                         | Grêmio                  | 0                       | 2                       | 2     |                   |                           |                           |                           |                           |  |                         |                  |                  |                  |                  |        |   |                   |                   |                   |                   |
|  | Olimpia                 | Grêmio                  | 0                       | 2                       | 2     | 0                 | 0                         | 0                         |                           |                           |  |                         |                  |                  |                  |                  |        |   |                   |                   |                   |                   |
|  | Olimpia                 |                         |                         |                         |       | 0                 | 0                         | 0                         |                           |                           |  |                         |                  |                  |                  |                  |        |   |                   |                   |                   |                   |
|  | Grêmio                  | 3                       | 2                       | 5                       |       |                   |                           |                           |                           |                           |  |                         |                  |                  |                  |                  |        |   |                   |                   |                   |                   |
|  | Grêmio                  | 3                       | 2                       | 5                       |       | Grêmio            | 5                         | 1                         | 6                         |                           |  |                         |                  |                  |                  |                  |        |   |                   |                   |                   |                   |
|  |                         |                         |                         |                         |       | Grêmio            | 5                         | 1                         | 6                         |                           |  |                         |                  |                  |                  |                  |        |   |                   |                   |                   |                   |
|  |                         | Palmeiras               | 0                       | 5                       | 5     |                   |                           |                           |                           |                           |  |                         |                  |                  |                  |                  |        |   |                   |                   |                   |                   |
|  | Bolívar                 | Palmeiras               | 0                       | 5                       | 5     | 1                 | 0                         | 1                         |                           |                           |  |                         |                  |                  |                  |                  |        |   |                   |                   |                   |                   |
|  | Bolívar                 |                         |                         |                         |       | 1                 | 0                         | 1                         |                           |                           |  |                         |                  |                  |                  |                  |        |   |                   |                   |                   |                   |
|  | Palmeiras               | 0                       | 3                       | 3                       |       |                   |                           |                           |                           |                           |  |                         |                  |                  |                  |                  |        |   |                   |                   |                   |                   |
|  | Palmeiras               | 0                       | 3                       | 3                       |       |                   |                           |                           |                           |                           |  |                         |                  |                  |                  |                  | Grêmio | 3 | 1                 | 4                 |                   |                   |
|  |                         |                         |                         |                         |       |                   |                           |                           |                           |                           |  |                         |                  |                  |                  |                  |        | 3 | 1                 | 4                 |                   |                   |
|  |                         | Atlético Nacional       | 1                       | 1                       | 2     |                   |                           |                           |                           |                           |  |                         |                  |                  |                  |                  |        |   |                   |                   |                   |                   |
|  | Atlético Nacional       | Atlético Nacional       | 1                       | 1                       | 2     | 3                 | 3                         | 6                         |                           |                           |  |                         |                  |                  |                  |                  |        |   |                   |                   |                   |                   |
|  | Atlético Nacional       |                         |                         |                         |       | 3                 | 3                         | 6                         |                           |                           |  |                         |                  |                  |                  |                  |        |   |                   |                   |                   |                   |
|  | Peñarol                 | 1                       | 1                       | 2                       |       |                   |                           |                           |                           |                           |  |                         |                  |                  |                  |                  |        |   |                   |                   |                   |                   |
|  | Peñarol                 | 1                       | 1                       | 2                       |       | Atlético Nacional | 2                         | 1                         | 3                         |                           |  |                         |                  |                  |                  |                  |        |   |                   |                   |                   |                   |
|  |                         |                         |                         |                         |       | Atlético Nacional | 2                         | 1                         | 3                         |                           |  |                         |                  |                  |                  |                  |        |   |                   |                   |                   |                   |
|  |                         | Millonarios             | 1                       | 1                       | 2     |                   |                           |                           |                           |                           |  |                         |                  |                  |                  |                  |        |   |                   |                   |                   |                   |
|  | Alianza Lima            | Millonarios             | 1                       | 1                       | 2     | 1                 | 1                         | 2                         |                           |                           |  |                         |                  |                  |                  |                  |        |   |                   |                   |                   |                   |
|  | Alianza Lima            |                         |                         |                         |       | 1                 | 1                         | 2                         |                           |                           |  |                         |                  |                  |                  |                  |        |   |                   |                   |                   |                   |
|  | Millonarios             | 1                       | 2                       | 3                       |       |                   |                           |                           |                           |                           |  |                         |                  |                  |                  |                  |        |   |                   |                   |                   |                   |
|  | Millonarios             | 1                       | 2                       | 3                       |       |                   |                           |                           |                           |                           |  | Atlético Nacional (pen) | 1                | 0                | 1 (8)            |                  |        |   |                   |                   |                   |                   |
|  |                         |                         |                         |                         |       |                   |                           |                           |                           |                           |  | Atlético Nacional (pen) | 1                | 0                | 1 (8)            |                  |        |   |                   |                   |                   |                   |
|  |                         | River Plate             | 0                       | 1                       | 1 (7) |                   |                           |                           |                           |                           |  |                         |                  |                  |                  |                  |        |   |                   |                   |                   |                   |
|  | Universidad Católica    | River Plate             | 0                       | 1                       | 1 (7) | 2                 | 1                         | 3                         |                           |                           |  |                         |                  |                  |                  |                  |        |   |                   |                   |                   |                   |
|  | Universidad Católica    |                         |                         |                         |       | 2                 | 1                         | 3                         |                           |                           |  |                         |                  |                  |                  |                  |        |   |                   |                   |                   |                   |
|  | River Plate             | 1                       | 3                       | 4                       |       |                   |                           |                           |                           |                           |  |                         |                  |                  |                  |                  |        |   |                   |                   |                   |                   |
|  | River Plate             | 1                       | 3                       | 4                       |       | River Plate (pen) | 1                         | 0                         | 1 (5)                     |                           |  |                         |                  |                  |                  |                  |        |   |                   |                   |                   |                   |
|  |                         |                         |                         |                         |       | River Plate (pen) | 1                         | 0                         | 1 (5)                     |                           |  |                         |                  |                  |                  |                  |        |   |                   |                   |                   |                   |
|  |                         | Vélez Sarsfield         | 1                       | 0                       | 1 (3) |                   |                           |                           |                           |                           |  |                         |                  |                  |                  |                  |        |   |                   |                   |                   |                   |
|  | Independiente           | Vélez Sarsfield         | 1                       | 0                       | 1 (3) | 0                 | 2                         | 2                         |                           |                           |  |                         |                  |                  |                  |                  |        |   |                   |                   |                   |                   |
|  | Independiente           |                         |                         |                         |       | 0                 | 2                         | 2                         |                           |                           |  |                         |                  |                  |                  |                  |        |   |                   |                   |                   |                   |
|  | Vélez Sarsfield         | 3                       | 2                       | 5                       |       |                   |                           |                           |                           |                           |  |                         |                  |                  |                  |                  |        |   |                   |                   |                   |                   |

### Final
Jogo de ida
| 23 de agosto | Grêmio                                            | 3 — 1 | Atlético Nacional | Estádio Olímpico, Porto Alegre             |
|              | Marulanda 35' (gc) · Jardel 43' · Paulo Nunes 55' |       | Ángel 72'         | Público: 54 257 Árbitro: EQU Alfredo Rojas |

Jogo de volta
| 30 de agosto | Atlético Nacional | 1 — 1 | Grêmio          | Estádio Atanasio Girardot, Medellín              |
|              | Aristizábal 12'   |       | Dinho 85' (pen) | Público: 52 000 Árbitro: CHI Salvador Imperatore |

## Premiação
| Copa Libertadores da América de 1995 |
| Brasil                               |
| ------------------------------------ |
| GRÊMIO Campeão (2º título)           |

## Artilharia
| Gols | Jogador            | Time                 |
| ---- | ------------------ | -------------------- |
| 12   | Jardel             | Grêmio               |
| 7    | Alberto Acosta     | Universidad Católica |
| 7    | Richart Báez       | Olimpia              |
| 7    | Roberto Palacios   | Sporting Cristal     |
| 7    | Víctor Aristizábal | Atlético Nacional    |